# جوليس ريتشارد (شخصية أعمال)
جوليس ريتشارد (بالفرنسية: Jules Richard)‏ (و. 1848 – 1930 م) هو شخصية أعمال، ومصور، ورائد أعمال، ومخترع فرنسي، توفي في باريس، عن عمر يناهز 82 عاماً.